# Antiesenhofen
Antiesenhofen ist eine Gemeinde in Oberösterreich im Bezirk Ried im Innkreis im Innviertel mit 1102 Einwohnern (Stand 1. Jänner 2025). Die Gemeinde liegt im Gerichtsbezirk Ried im Innkreis.

## Geografie
Antiesenhofen liegt auf 346 m Höhe im Innviertel – der höchste Punkt der Gemeinde liegt auf 440 m Seehöhe. Die Ausdehnung beträgt von Nord nach Süd 4,3 und von West nach Ost 3,9 Kilometer. Die Gesamtfläche beträgt 8,6 Quadratkilometer. 11,6 % der Fläche sind bewaldet, 65,1 % der Fläche sind landwirtschaftlich genutzt.
Durch den Ort fließt auch die namensgebende Antiesen. Deren Mündung befand sich ursprünglich etwa zwei Kilometer weiter nordöstlich auf dem Gebiet der Gemeinde St. Marienkirchen bei Schärding. Die heutige Antiesenmündung entstand im Jahre 1612, als der Fluss innaufwärts einen Mergel-Riegel durchbrach und so seinen Lauf verkürzte. Mit der Geschichte der Antiesenmündung und der vorchristlichen Besiedelung in der Gegend befasst sich ein Aufsatz von Theodor Ebner (1876–1946), der 2003 neu veröffentlicht wurde.

### Gemeindegliederung
Das Gemeindegebiet umfasst folgende Ortschaften (in Klammern Einwohnerzahl Stand 1. Jänner 2025):
- Antiesenhofen (999) samt Antiesenberg
- Mitterding (48)
- Ungerding (16)
- Viehausen (39)

### Nachbargemeinden
| Bad Füssing (DE, Bayern) | Pocking (DE, Bayern)                        | St. Marienkirchen bei Schärding (Bezirk Schärding) |
|                          | Kompassrose, die auf Nachbargemeinden zeigt | Eggerding (Bezirk Schärding)                       |
| Reichersberg             |                                             | Ort im Innkreis                                    |

## Geschichte

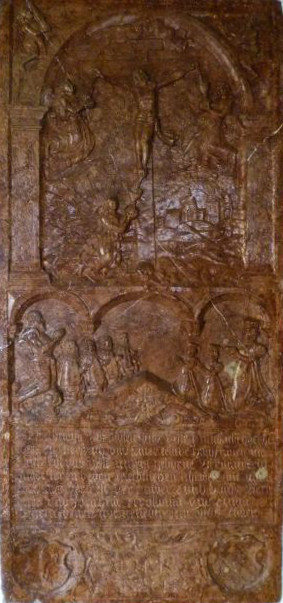
Epitaph der Hackledter in der Pfarrkirche

Die ältesten Notizen über Antiesenhofen stammen aus dem Jahr 828. Schon im Jahr 1094 wurde eine Kirche in Antesin erwähnt.
Seit Gründung des Herzogtums Bayern war der Ort bis 1779 bayrisch. Als die Gegend im Spanischen Erbfolgekrieg durch die Habsburger besetzt wurde, gehörte Antiesenhofen zur nur 1711 bis 1714 bestehenden Grafschaft Ried des Fürsten Trautson. 
Antiesenhofen kam nach dem Frieden von Teschen 1779 zusammen mit den östlich des Inn gelegenen Gebieten des kurfürstlichen Rentamtes Burghausen, die bis dahin „Innbaiern“ geheißen hatten, als „Innviertel“ zu Österreich. Der Untere Inn, der bis dahin in erster Linie ein Handelsweg innerhalb Bayerns gewesen war, wurde damit zum Grenzfluss zwischen dem Kurfürstentum Bayern und Österreich ob der Enns. Während der Napoleonischen Kriege wieder kurz bayrisch, gehört Antiesenhofen seit 1816 (Vertrag von München)  endgültig zu Oberösterreich.

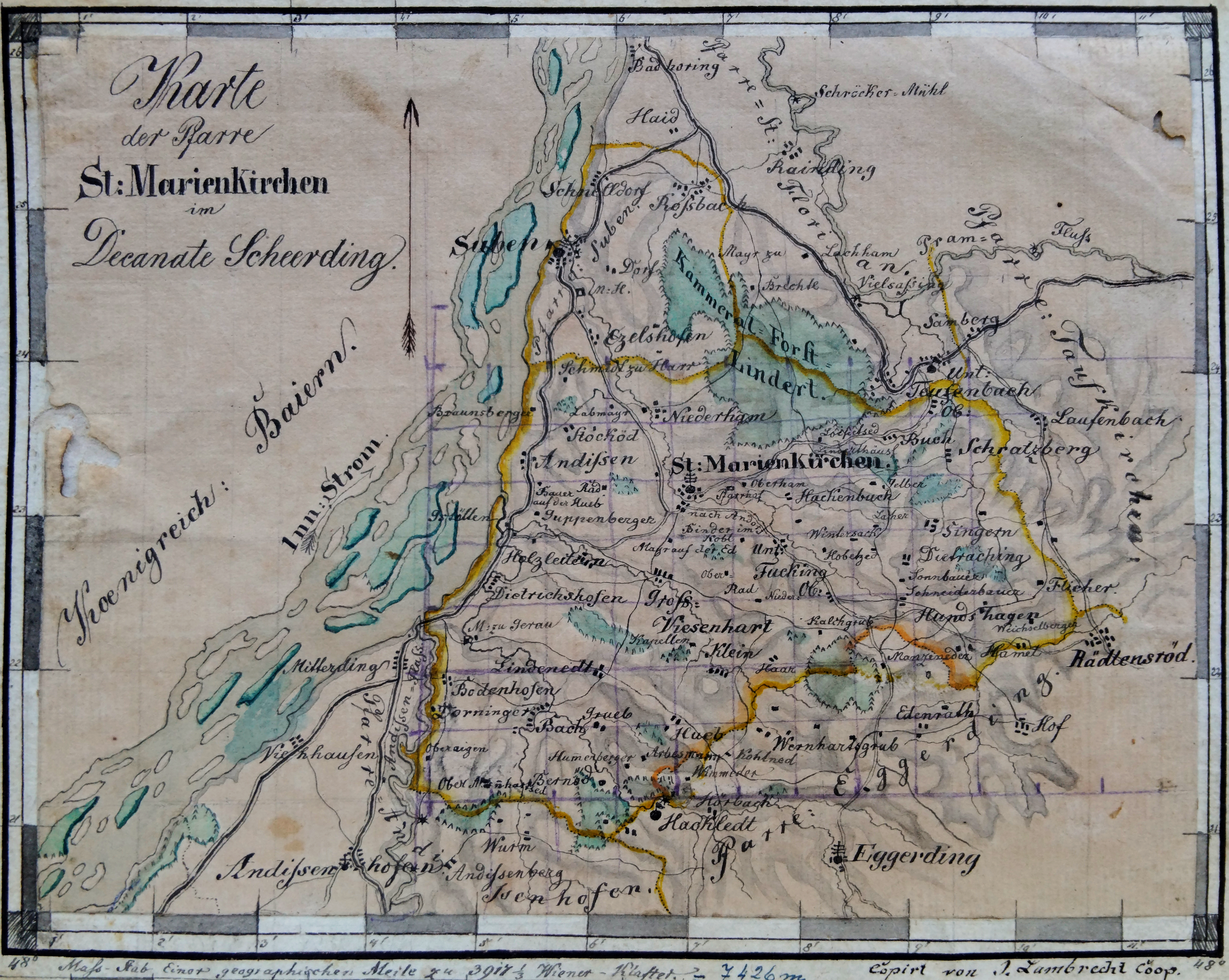
Der von zahlreichen Inseln und Nebenarmen geprägte Lauf des Inn zwischen Antiesenhofen und Suben auf einer Landkarte von 1845.

In der zweiten Hälfte des 19. Jahrhunderts begann man, den bis dahin von zahlreichen Inseln und Nebenarmen geprägten Lauf des Unteren Inn durch Eindämmungen und andere wasserbauliche Maßnahmen zu einem einzigen großen Flussbett zusammenzuführen. Diese Maßnahmen erfolgten von 1862 bis 1930. Zudem spielte der Fluss als Transportweg eine immer geringere Rolle, da die Schifffahrt durch die damals errichteten Eisenbahnstrecken der Rottal- und Kronprinz Rudolf-Bahn sowie den zunehmenden Ausbau des Straßennetzes verdrängt wurde. 
Nach dem Anschluss Österreichs an das Deutsche Reich am 13. März 1938 gehörte der Ort zum Gau Oberdonau. 1945 erfolgte die Wiederherstellung Oberösterreichs.
Die Grablege der Besitzer von Schloss Maasbach befindet sich in der Pfarrkirche von Antiesenhofen, wo die Schlossherren bis zum Ende des 18. Jahrhunderts bestattet wurden. Die ehemalige Maasbacher-Grabkapelle wurde inzwischen mit Sitzbänken versehen und in den Chor der Kirche integriert.

### Einwohnerentwicklung
Die Ursache für das Wachstum bis 1991 und vor allem das starke Wachstum von 1991 bis 2001 sind die positive Geburtenbilanz und die positive Wanderungsbilanz. Von 2001 bis 2011 wurde die Wanderungsbilanz negativ und konnte durch die positive Geburtenbilanz nicht ausgeglichen werden.

## Kultur und Sehenswürdigkeiten
- Burgstall Antiesenberg

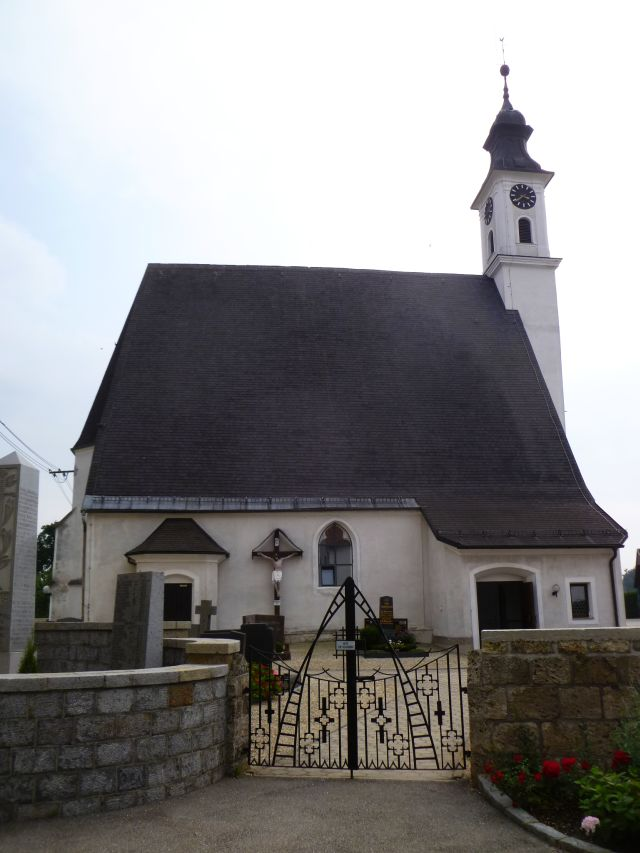
Pfarrkirche Antiesenhofen

- Katholische Pfarrkirche Antiesenhofen hl. Ägidius
- Bründlkapelle Viehausen

## Wirtschaft und Infrastruktur

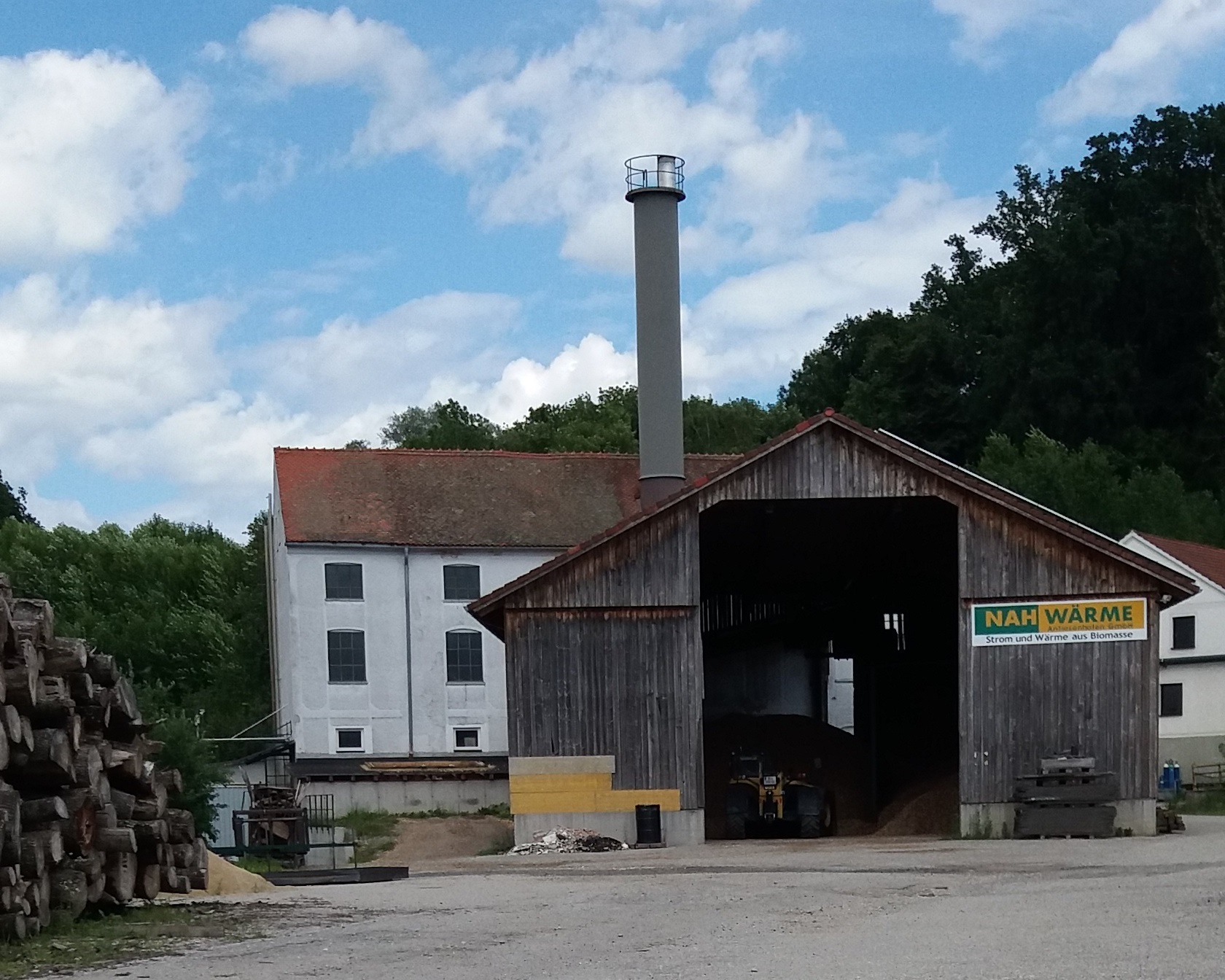
Biomasse-Nahwärmekraftwerk Antiesenhofen

Antiesenhofen ist der ursprüngliche Standort des Wintersportausstatters Hagan, der hier bis 1995 eine große Skifabrik betrieb.
Am Antiesen-Fluss bei Antiesenhofen befinden sich mehrere Laufwasserkraftwerke, von denen die Anlagen in Hinternberg und Hübing die größten sind. Beide E-Werke wurden 1920 durch das lokale Energieversorgungsunternehmen "Überlandwerke Antiesenhofen" errichtet und befinden sich, nach mehreren Besitzerwechseln, heute im Besitz der Energie AG Oberösterreich Kraftwerke GmbH. (Siehe auch: Liste von Wasserkraftwerken in Oberösterreich)
Das E-Werk "Bruckmühle Jodlbauer" unweit des Ortskerns von Antiesenhofen liegt an der Hackledt-Bezirksstraße an einer Flussschleife der Antiesen, wo das Gewässer zweimal von der Innkreis Autobahn überquert wird. Die heutige Anlage geht auf die alte "Schätzmühle" mit Sägewerk zurück. 1993 wurde die Kraftwerksanlage umgebaut und automatisiert, seither wurde auf dem Areal auch ein Biomasse-Nahwärmekraftwerk errichtet, das ebenfalls von der Betreibergesellschaft "Nahwärme Antiesenhofen" geführt wird. Durch die Biomasse-Nahwärmeversorgung, dem Wasserkraftwerk Bruckmühle und dem Deponiegas-Bioheizkraftwerk wird die Gemeinde  Antiesenhofen zu 70 Prozent aus erneuerbarer Energie versorgt.

## Politik
Der Gemeinderat hat 13 Mitglieder.

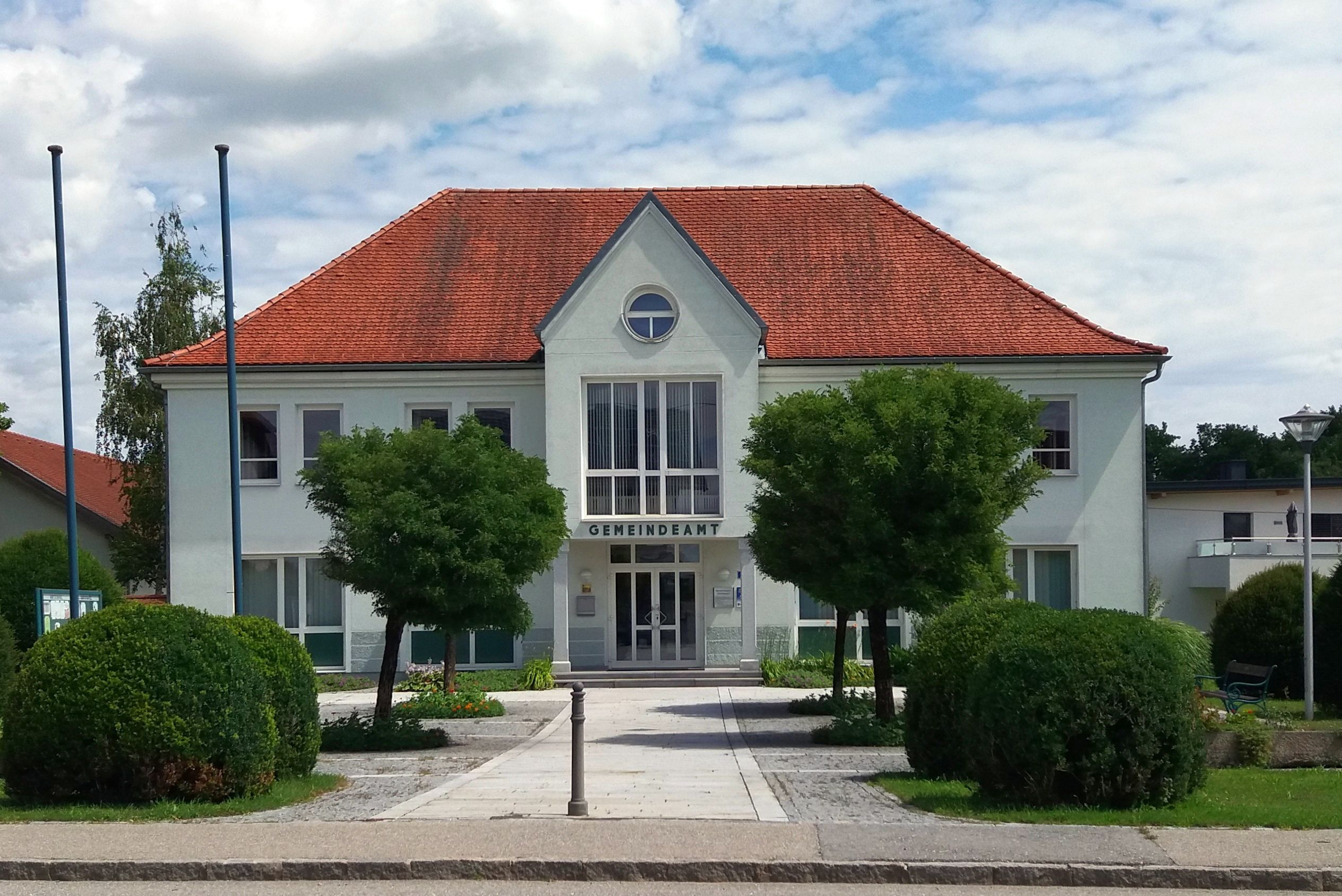
Gemeindeamt Antiesenhofen

- Mit den Gemeinderats- und Bürgermeisterwahlen in Oberösterreich 2003 hatte der Gemeinderat folgende Verteilung: 9 ÖVP, 6 SPÖ und 4 FPÖ. (19 Mandate)
- Mit den Gemeinderats- und Bürgermeisterwahlen in Oberösterreich 2009 hatte der Gemeinderat folgende Verteilung: 7 BZÖ, 7 ÖVP, 4 SPÖ und 1 FPÖ. (19 Mandate)
- Mit den Gemeinderats- und Bürgermeisterwahlen in Oberösterreich 2015 hatte der Gemeinderat folgende Verteilung: 5 MUT, 4 ÖVP, 2 SPÖ und 2 FPÖ.
- Mit den Gemeinderats- und Bürgermeisterwahlen in Oberösterreich 2021 hat der Gemeinderat folgende Verteilung: 7 ÖVP, 3 SPÖ und 3 FPÖ.[9]

### Bürgermeister
Bürgermeister seit 1912 waren:
- 1912–1919 Josef Linseder
- 1919–1927 Sebastian Denk
- 1927–1934 Johann Hasibeder
- 1934–1945 Josef Detzlhofer
- 1945–1946 Karl Schrems
- 1946–1961 Jakob Finstermann
- 1961–1979 Franz Schwendtbauer
- 1979–1985 Franz Braumann
- 1985–1997 Josef Pumberger
- 1997–2009 Johann Gangl (ÖVP)
- 2009–2021 Ingeborg Huber (BZÖ, MUT)
- seit 2021 Friedrich Stockmayr (ÖVP)

### Wappen
Offizielle Beschreibung des Gemeindewappens:
„In Blau aus einem goldenen Dreiberg wachsend ein silberner, rot bezungter Rüde mit rotem Halsband samt goldenem Ring.“
Die Gemeindefarben sind Blau-Weiß-Blau.
Dieses Wappen war das ehemalige Wappen der Maasbacher Grafen.

## Persönlichkeiten

### Söhne und Töchter der Gemeinde
- Nina Aigner (* 1980), Fußballspielerin
- Claudia Bitter (* 1965), Schriftstellerin, Übersetzerin, Künstlerin und Bibliothekarin
- Michael Ranseder (* 1986), Motorradrennfahrer